# Wanli
O imperador Wanli (萬曆) (Pequim, 4 de setembro de 1563 – Pequim, 18 de agosto de 1620) foi um Imperador da China do período da Dinastia Ming (que durou de 1572 à 1620). O significado do seu nome pode ser interpretado como "Dez mil calendários".
Nascido Zhu Yijun, era filho do imperador Longqing. Governou durante 48 anos (o reinado mais longo da Dinastia Ming) e testemunhou o declínio da dinastia. Wanli presenciou também a chegada do primeiro missionário jesuíta em Beijing, Matteo Ricci.